# Bùi Mạnh Khoa
Bùi Mạnh Khoa (sinh ngày 2 tháng 6 năm 1972, người Mường) là Đại biểu Quốc hội nước Cộng hòa xã hội chủ nghĩa Việt Nam. Ông hiện là Ủy viên chuyên trách Ủy ban Pháp luật của Quốc hội, Đại biểu Quốc hội khóa XV từ Thanh Hóa. Ông từng là Bí thư Đảng ủy, Cục trưởng Cục Thi hành án dân sự tỉnh Thanh Hóa.
Bùi Mạnh Khoa là đảng viên Đảng Cộng sản Việt Nam, học vị Thạc sĩ Luật, Cao cấp lý luận chính trị. Ông có sự nghiệp đều công tác ở quê nhà Thanh Hóa.

## Xuất thân và giáo dục
Bùi Mạnh Khoa sinh ngày 2 tháng 6 năm 1972 tại xã Ngọc Trạo, huyện Thạch Thành, tỉnh Thanh Hóa. Ông là người dân tộc Mường, lớn lên và tốt nghiệp phổ thông 12/12, theo học đại học ở Hà Nội và tốt nghiệp Cử nhân Luật, sau đó tiếp tục học cao học và nhận bằng Thạc sĩ Luật. Ông được kết nạp Đảng Cộng sản Việt Nam vào ngày 18 tháng 1 năm 2001, trở thành đảng viên chính thức sau đó 1 năm, từng theo học các khóa chính trị ở Học viện Chính trị Quốc gia Hồ Chí Minh và tốt nghiệp Cao cấp lý luận chính trị.

## Sự nghiệp
Tháng 11 năm 1996, Bùi Mạnh Khoa được tuyển dụng công chức vào Tòa án nhân dân tỉnh Thanh Hóa, nhậm chức Thư ký Tòa Hành chính của Tòa án nhân dân tỉnh. Trong giai đoạn này, ông cũng tham gia công tác Đoàn Thanh niên Cộng sản Hồ Chí Minh, là Bí thư Đoàn thanh niên của Tòa án nhân dân tỉnh. Tháng 6 năm 2001, ông được chuyển sang làm Thư ký Tòa Kinh tế, đến tháng 1 năm 2005 thì được phân công làm Chuyên viên Phòng Tổ chức cán bộ của Tòa án nhân dân tỉnh. Tháng 3 năm 2007, sau hơn 10 năm công tác ở tòa án, ông được điều tới Văn phòng Đoàn Đại biểu Quốc hội và Hội đồng nhân dân tỉnh Thanh Hóa làm Chuyên viên Phòng Công tác Đại biểu Quốc hội, và là Phó Chủ tịch Công đoàn từ tháng 3 năm 2007. Tháng 10 năm 2010, ông nhậm chức Phó Trưởng phòng Công tác Đại biểu Quốc hội, giữ chức này hơn 1 nhiệm kỳ cho đến tháng 1 năm 2016 thì được điều về huyện Quan Sơn làm Phó Bí thư thường trực Huyện ủy.
Tháng 7 năm 2018, Bùi Mạnh Khoa được bổ nhiệm làm Cục trưởng Cục Thi hành án dân sự tỉnh Thanh Hóa, và là Bí thư Đảng bộ Cục từ tháng 4 năm 2019. Năm 2021, ông được Ủy ban Trung ương Mặt trận Tổ quốc Việt Nam tỉnh giới thiệu tham gia ứng cử đại biểu quốc hội từ Thanh Hóa, bầu cử ở đơn vị bầu cử số 1 gồm các thành phố Thanh Hóa, Sầm Sơn, các huyện Hoằng Hóa, Đông Sơn, rồi trúng cử Đại biểu Quốc hội khóa XV với tỷ lệ 92,31%. Ngày 21 tháng 7 năm 2021, ông được phê chuẩn làm Ủy viên chuyên trách Ủy ban Pháp luật của Quốc hội.